# Peleteria alberta
Peleteria alberta là một loài ruồi trong họ Tachinidae.